# Tchéquie au Concours Eurovision de la chanson 2025
La Tchéquie est l'un des trente-sept pays participants du Concours Eurovision de la chanson 2025, qui se tient du 13 au 17 mai 2025 à Bâle en Suisse.

Le pays est représenté par Adonxs avec sa chanson Kiss Kiss Goodbye.

## Sélection
Le 11 décembre 2024, la ČT annonce Adonxs comme étant le représentant de la Tchéquie au Concours Eurovision de la chanson 2025. Le 31 janvier 2025, il est annoncé que la chanson du chanteur slovaque s'intitule Kiss Kiss Goodbye et c'est le 4 février qu'une version acoustique de la chanson, interprétée au Malta Eurovision Song Contest (MESC) - concours permettant à la chanson gagnante de représenter Malte la même année - est révélée. La version finale ainsi que le clip de la chanson sont quant à eux publiés le 7 mars sur la chaîne Youtube de l'Eurovision.

## À l'Eurovision
Lors du concours ayant eu lieu du 13 au 17 mai 2025, la Tchéquie, participa à la deuxième demi-finale du 15 mai et se classa 12e avec 29 points, ne lui permettant donc pas de se qualifier pour la finale du 17 mai